# آبشار لور
آبشار لور (به انگلیسی: Lower Fruitland Falls) آبشاری است که در همیلتون (انتاریو)، کانادا واقع شده و ارتفاع کلی ریزشگاه آن ۴٫۹ متر (۱۶ فوت) است.